# Cá nhám nhu mì
Cá nhám nhu mì hay Cá mập ngựa vằn(danh pháp hai phần: Stegostoma fasciatum, tiếng Anh: Zebra shark) là một loài cá thuộc họ Stegostomatidae. Loài cá này được tìm thấy trên khắp Ấn Độ-Thái Bình Dương nhiệt đới, thường xuyên lui tới các rạn san hô và các bãi cát ở độ sâu 62m. Con trưởng thành có bề ngoài đặc biệt, với các lằn theo chiều dọc trên một cơ thể hình trụ, vây đuôi thấp bao gồm gần một nửa tổng chiều dài, với các chấm đen trên nền nhạt. Con non dài 50–90 cm (20-35) có kiểu màu sắc hoàn toàn khác nhau, bao gồm ánh sáng của các sọc thẳng đứng trên một nền màu nâu, và thiếu các đường gờ. Con trưởng thành loài này đạt chiều dài 2,5m.
Cá nhám nhu mì là loài ăn đêm và dành hầu hết các ngày nghỉ ngơi bất động dưới đáy biển. Vào ban đêm, chúng chủ động săn bắt động vật thân mềm, động vật giáp xác, cá xương nhỏ, và có thể loài rắn biển bên trong lỗ và đường nứt rạn san hô. Mặc dù đơn độc nhất trong năm, chúng tạo thành các đàn lớn theo mùa. Cá nhám nhu mì là noan sinh: cá cái đẻ vài chục viên nang trứng lớn, họ neo đậu cho các cấu trúc dưới nước thông qua các tua dính. Vô hại cho con người và khỏe mạnh trong điều kiện nuôi nhốt, cá nhám nhu mì là những đối tượng phổ biến của du lịch sinh thái lặn và hồ công cộng. Liên minh Bảo tồn Thế giới đã đánh giá loài này trên toàn thế giới dễ bị tổn thương, vì nó bị đánh bắt thương mại ở hầu hết các phạm vi của nó (trừ ngoài khơi Úc) để lấy thịt, vây, dầu gan. Có bằng chứng rằng các con số của nó đang giảm dần.

## Mô tả
Cá nhám nhu mì có cơ thể hình trụ với một cái đầu lớn, hơi dẹt và một đoạn mõm ngắn, thẳng. Đôi mắt nhỏ và đặt ở hai bên của đầu, các lỗ thở được đặt phía sau và lớn hơn mắt. 3 khe cuối cùng của 5 khe mang ngắn nằm trên vây ngực, và các khe thứ tư và thứ năm gần với nhau hơn những khe mang khác. Mỗi lỗ mũi có một đoạn râu ngắn và một đường rãnh chạy từ miệng nó vào. Miệng là gần như thẳng, ba thùy trên môi dưới và rãnh ở các góc. Có 28-33 hàng răng ở hàm trên và 22-32 hàng răng ở hàm dưới, mỗi răng có một đỉnh trung tâm lớn và hai đỉnh khác nhỏ hơn.
Có năm rảnh đạc biệt chạy dọc theo cơ thể ở con trưởng thành, một dọc theo đường giữa lưng và hai bên hông. Đường giữa lưng nhập vào trong đầu vây lưng, đặt vào khoảng nửa đường dọc theo cơ thể và hai lần kích thước của vây lưng thứ hai. Vây ngực lớn và rộng, các vùng chậu và vây hậu môn nhỏ hơn nhiều nhưng lớn hơn so với vây lưng thứ hai. Cá nhám nhu mì đạt chiều dài 2,5 m (8,2 ft), với một chiều dài vô căn cứ là 3,5 m (11,5 ft). Cả được và cái không có dị hình kích thước.

## Phân bố và môi trường sống
Cá nhám xuất hiện ở các vùng biển nhiệt đới của Ấn Độ-Thái Bình Dương từ Nam Phi đến Biển Đỏ và Vịnh Ba Tư (bao gồm cả Madagascar và Maldives), đến Ấn Độ và Đông Nam Á (trong đó có Indonesia, Philippines, và Palau), phía Bắc đến Đài Loan và Nhật Bản, phía đông giáp Nouvelle-Calédonie và Tonga, và về phía nam tới miền bắc Úc.

## Hình ảnh

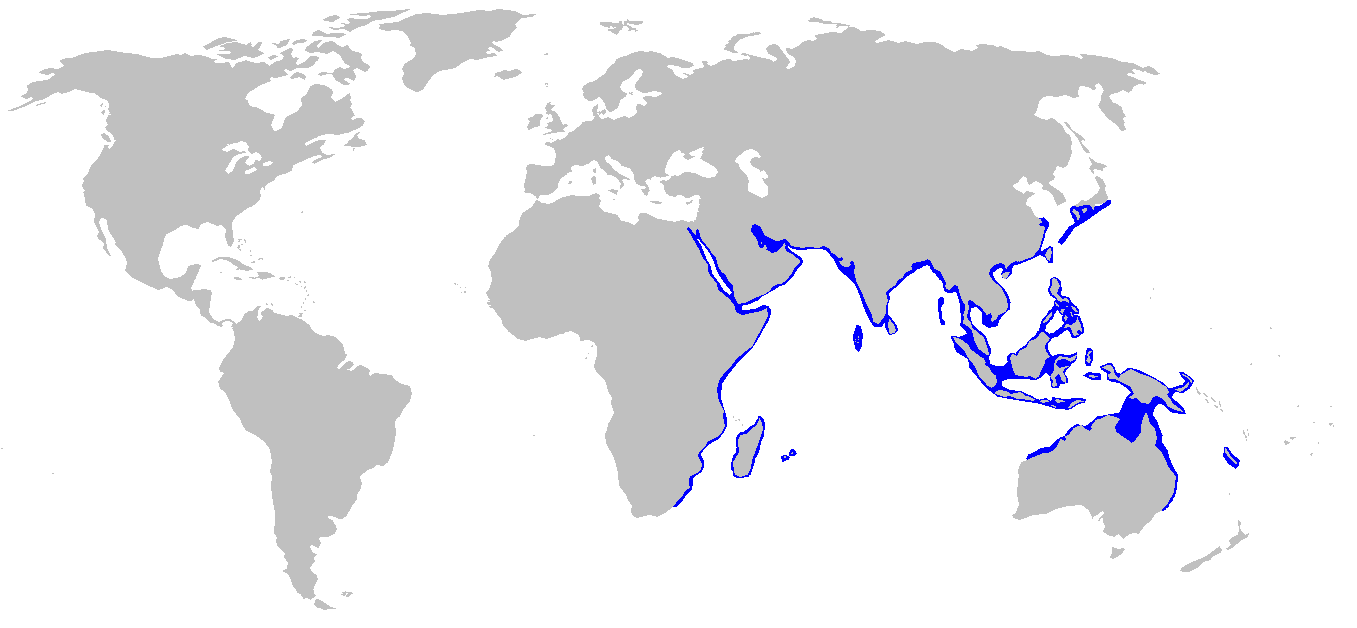
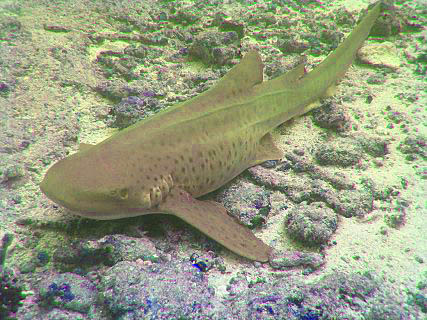
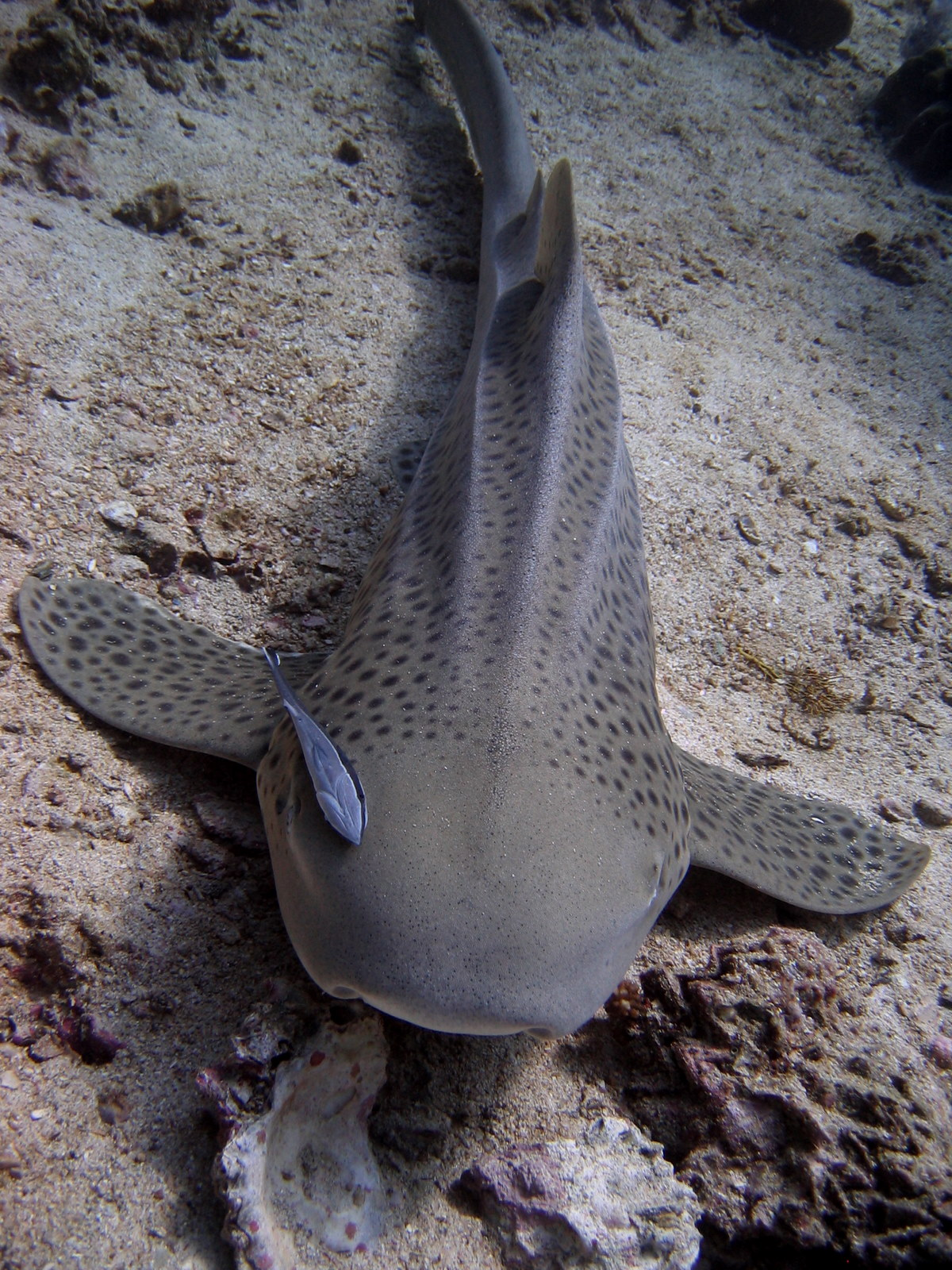
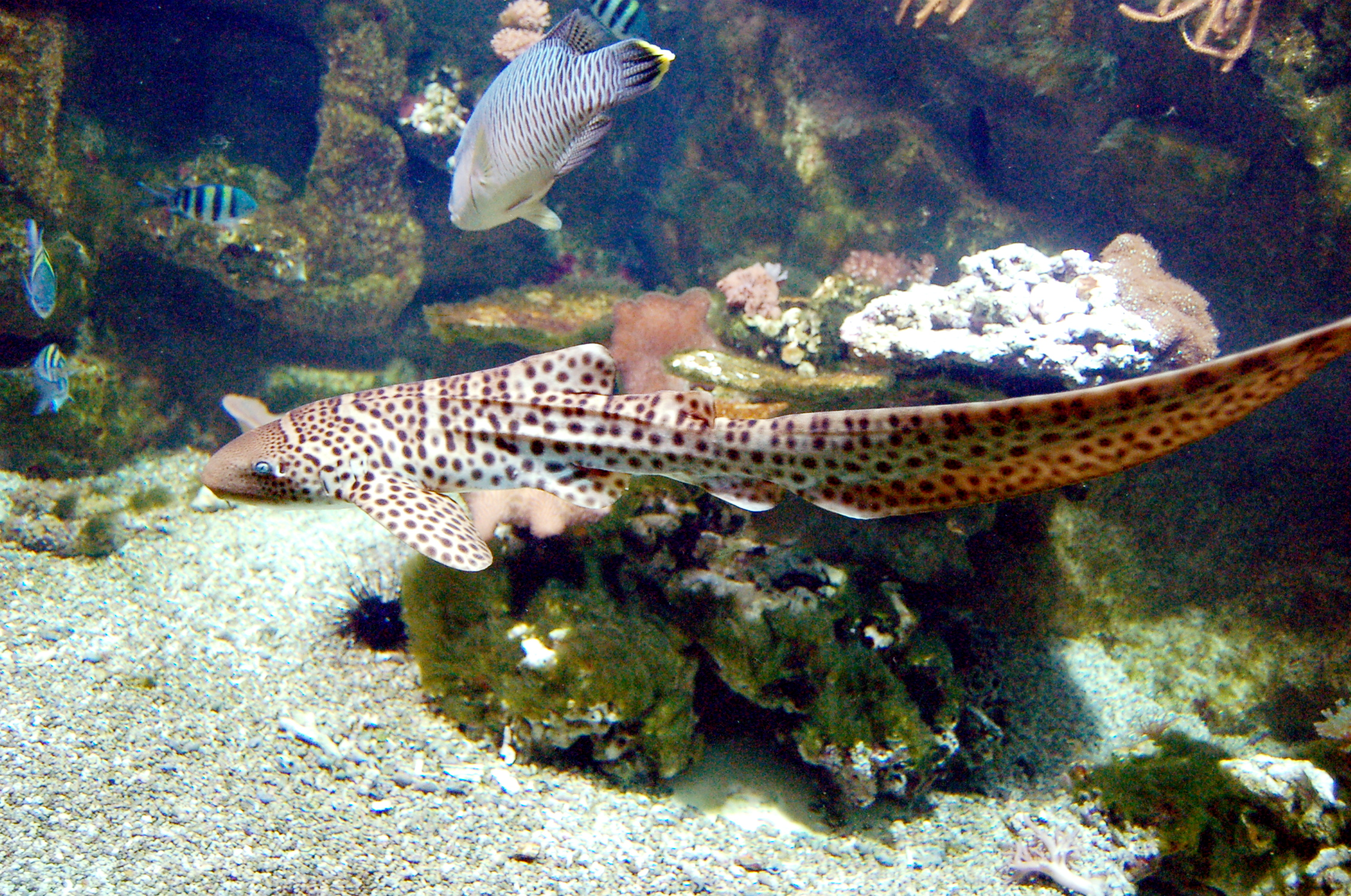